# Polk City
|  | Per a altres significats, vegeu «Polk City (Florida)». |

Polk City és una població dels Estats Units a l'estat d'Iowa. Segons el cens del 2000 tenia 2.344 habitants.

## Demografia
Segons el cens del 2000, Polk City tenia 2.344 habitants, 826 habitatges, i 645 famílies. La densitat de població era de 332,7 habitants/km².
Dels 826 habitatges en un 43,2% hi vivien nens de menys de 18 anys, en un 70,5% hi vivien parelles casades, en un 5,6% dones solteres, i en un 21,8% no eren unitats familiars. En el 15,7% dels habitatges hi vivien persones soles el 5,1% de les quals corresponia a persones de 65 anys o més que vivien soles. El nombre mitjà de persones vivint en cada habitatge era de 2,76 i el nombre mitjà de persones que vivien en cada família era de 3,15.
Per edats la població es repartia de la següent manera: un 28,5% tenia menys de 18 anys, un 6,4% entre 18 i 24, un 33,8% entre 25 i 44, un 22,8% de 45 a 60 i un 8,5% 65 anys o més.
L'edat mediana era de 34 anys. Per cada 100 dones de 18 o més anys hi havia 97,3 homes.
Entorn del 2% de les famílies i el 2,4% de la població estaven per davall del llindar de pobresa.

## Poblacions properes
El següent diagrama mostra les poblacions més properes.